# Radford Semele
Radford Semele is een civil parish in het bestuurlijke gebied Warwick, in het Engelse graafschap Warwickshire met 2012 inwoners.

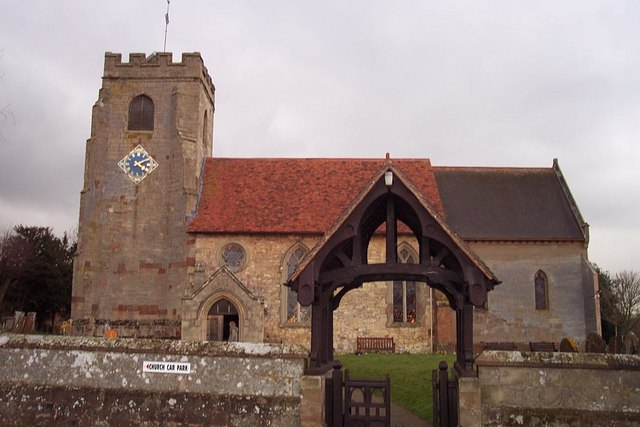
De Sint-Niklaaskerk van Radford Semele in 2005